# We Mean Business
We Mean Business – siódmy studyjny album amerykańskiego zespołu hip-hopowego EPMD. Został wydany 9 grudnia, 2008 roku po 9 latach od poprzedniej płyty, Out of Business.

## Lista utworów
| Nr | Tytuł              | Producent         | Goście       | Czas |
| -- | ------------------ | ----------------- | ------------ | ---- |
| 01 | "Puttin' Work In"  | Ty Fyffe          | Raekwon      | 2:28 |
| 02 | "What You Talkin'" | Erick Sermon      | Havoc        | 3:54 |
| 03 | "Roc-Da-Spot"      | Erick Sermon      |              | 3:33 |
| 04 | "Blow"             | JFK, Erick Sermon |              | 3:32 |
| 05 | "Run It"           | Erick Sermon      | KRS-One      | 3:35 |
| 06 | "Yo"               | Marc Berto        | Redman       | 3:32 |
| 07 | "Listen Up"        | Erick Sermon      | Teddy Riley  | 3:32 |
| 08 | "Bac Stabbers"     | EPMD              |              | 3:06 |
| 09 | "Never Defeat 'Em" | DJ Honda          |              | 3:38 |
| 10 | "Jane"             | Parrish Smith     |              | 1:57 |
| 11 | "Left 4 Dead"      | 9th Wonder        | Skyzoo       | 3:12 |
| 12 | "They Tell Me"     | Parrish Smith     | Keith Murray | 2:48 |
| 13 | "Actin' Up"        | Erick Sermon      | Vic D, Tre   | 3:02 |

## Notowania
| Notowania (2008)            | Najwyższa pozycja |
| --------------------------- | ----------------- |
| U.S. Top R&B/Hip-Hop Albums | 42                |
| Top Rap Albums              | 13                |